# Ajn Malila
Ajn Malila – miasto w Algierii, w wilajecie Umm al-Bawaki. Liczy około 69,8 tys. mieszkańców.